# Buse à tête blanche
Busarellus nigricollis
Genre
Espèce
Statut de conservation UICN

 LC  : Préoccupation mineure
Statut CITES
La Buse à tête blanche (Busarellus nigricollis), aussi appelée Busarelle à tête blanche, est une espèce de rapaces de la famille des Accipitridae, l'unique représentante du genre Busarellus.

## Description

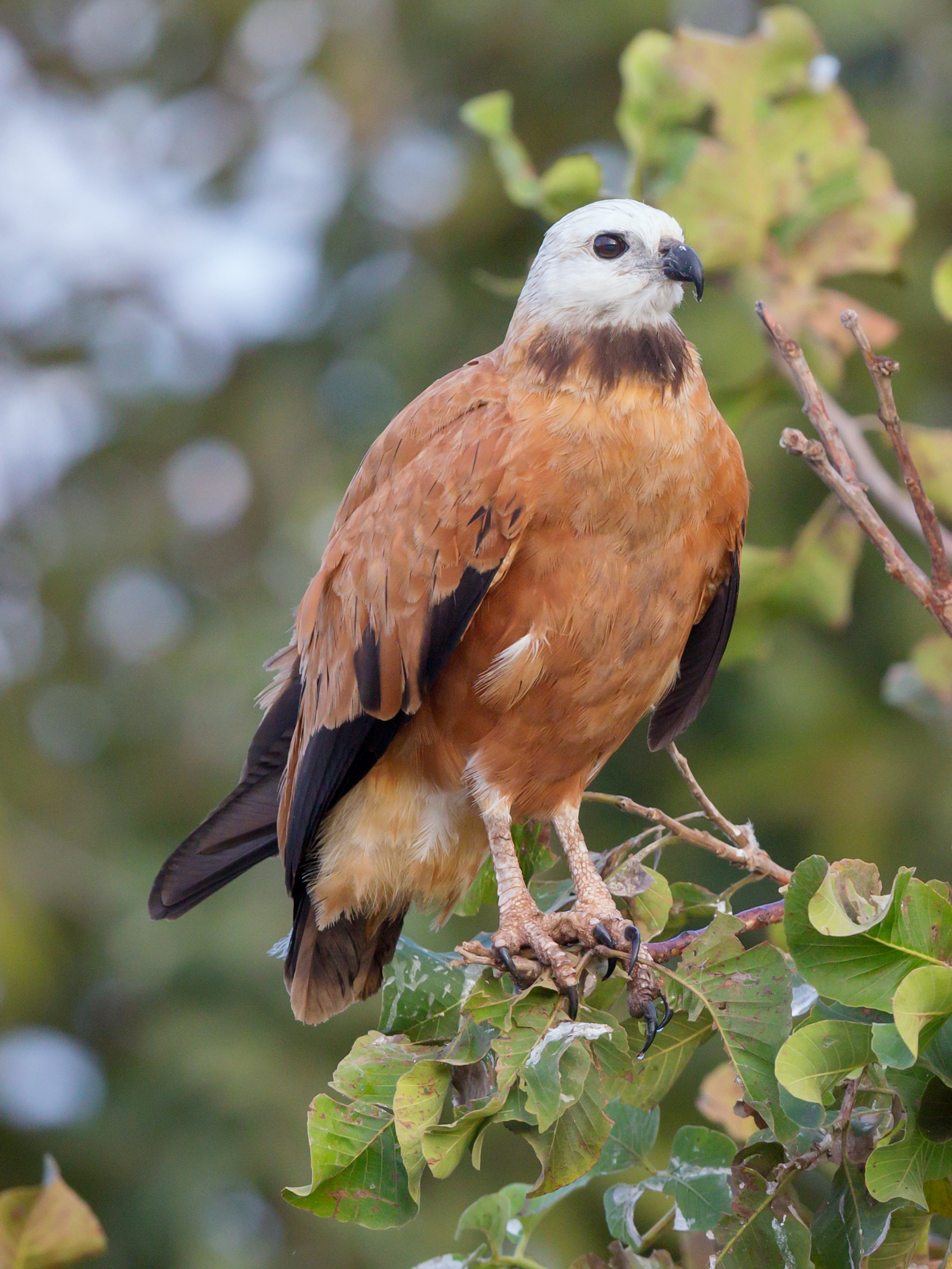
Buse à tête blanche.

C'est une buse de grande taille, d'environ 58 cm pour une envergure de 115 à 143 cm et un poids de 700 à 830 g. La tête est blanche avec un col noir sur le devant (d'où son nom de (en) Black-collared Hawk) et le reste du corps couleur rouille, ses ailes sont longues et larges contrairement à la queue, qui est extrêmement courte, le bec est noir.

## Distribution
Elle fréquente des zones inférieures à 500 m d'altitude.

## Sous-espèces
D'après la classification de référence (version 14.1, 2024) de l'Union internationale des ornithologues elles se répartit en deux sous-espèces (ordre phylogénique) :
- Busarellus nigricollis nigricollis (Latham, 1790) — du littoral ouest du Mexique et la péninsule du Yucatán à l'est de la Bolivie et Brésil ;
- Busarellus nigricollis leucocephalus (Vieillot, 1816) — Paraguay, Uruguay et nord de l'Argentine.